# Skalnisty Żlebek

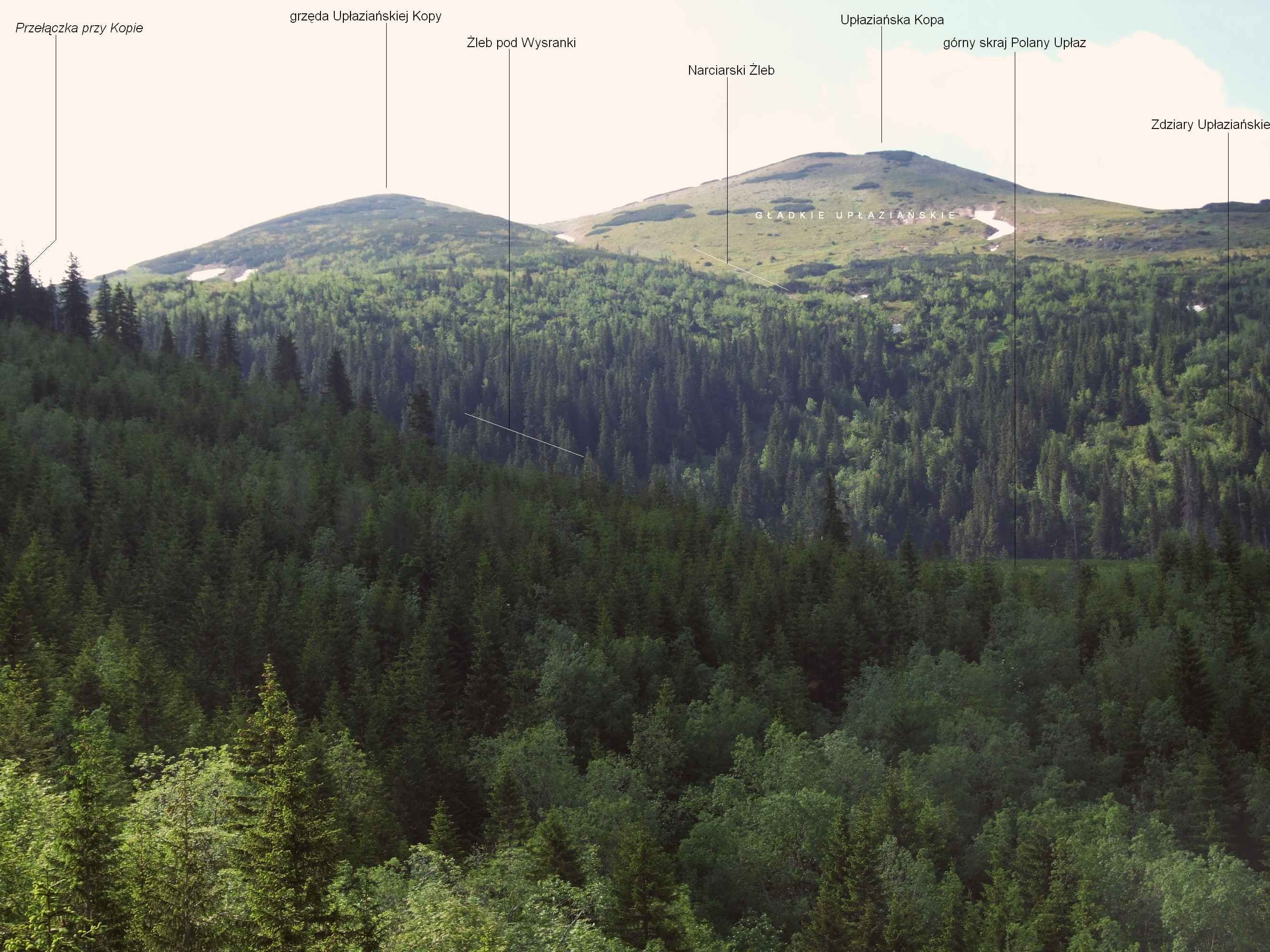
Poniżej Narciarskiego Żlebu w lesie niewidoczny Skalnisty Żlebek

Skalnisty Żlebek – krótki żleb w Dolinie Kościeliskiej w polskich Tatrach Zachodnich. Znajduje się w Zdziarach Upłaziańskich wznoszących się na południe od polany Upłaz i tworzących górną część zboczy Żlebu pod Wysranki.
Na wprost polany Upłaz w Zdziarach Upłaziańskich znajdują się skałki o wysokości około 30 m. Skalnisty Żlebek znajduje się po ich lewej stronie w całkowicie zalesionym zboczu. Natomiast po prawej stronie skałek, w również zalesionym zboczu znajduje się inny żlebek wychodzący od wylotu Jaskini Czarnej. Skalnisty Żlebek wcina się w podłoże, tworząc kanion o pionowych ścianach. Jest w nim kilka progów (trudność przejścia: II stopień). Na najniżej położonym, najwyższym z tych progów przy większej wodzie powstaje wodospad Sikawka o wysokości kilkunastu metrów. Wodospad ten i próg można łatwo obejść.
Na mapach wojskowych, jak również na cytowanej mapie wydawnictwa WiT, Skalnisty Żlebek zaznaczony jest nieprawidłowo, po prawej stronie skałek (patrząc z polany Upłaz). W rzeczywistości zaś jest on po ich lewej stronie i stanowi naturalne połączenie Żlebu pod Wysranki z Narciarskim Żlebem.